# ロバート・クリストガウ
ロバート・クリストガウ（Robert Christgau、1942年4月18日 - ）は、アメリカ合衆国の音楽批評家である。

## 経歴
1942年4月18日、ニューヨークに生まれる。1962年にダートマス大学を卒業した。1969年から2006年まで『ザ・ヴィレッジ・ヴォイス』編集部に勤めた。そのほか、『ニューヨーク・タイムズ』や『ローリング・ストーン』にも寄稿している。
ジャーナリストのエレン・ウィリスと一時期恋人関係にあった。

## 著書
- Any Old Way You Choose It: Rock and Other Pop Music, 1967-1973 （1973年）
- Christgau's Record Guide: Rock Albums of the '70s （1981年）
- Christgau's Record Guide: The '80s （1990年）
- Grown Up All Wrong: 75 Great Rock and Pop Artists from Vaudeville to Techno （1998年）
- Christgau's Consumer Guide: Albums of the '90s （2000年）cxfdffghrggfvvbhvj

Xxccfg
- Going into the City: Portrait of a Critic as a Young Man （2015年）
- Is It Still Good to Ya? Fifty Years of Rock Criticism, 1967-2017 （2018年）
- Book Reports: A Music Critic on His First Love, Which Was Reading （2019年）        Khrushchev.    French    budget.      Giffgaff